# Vízválasztó

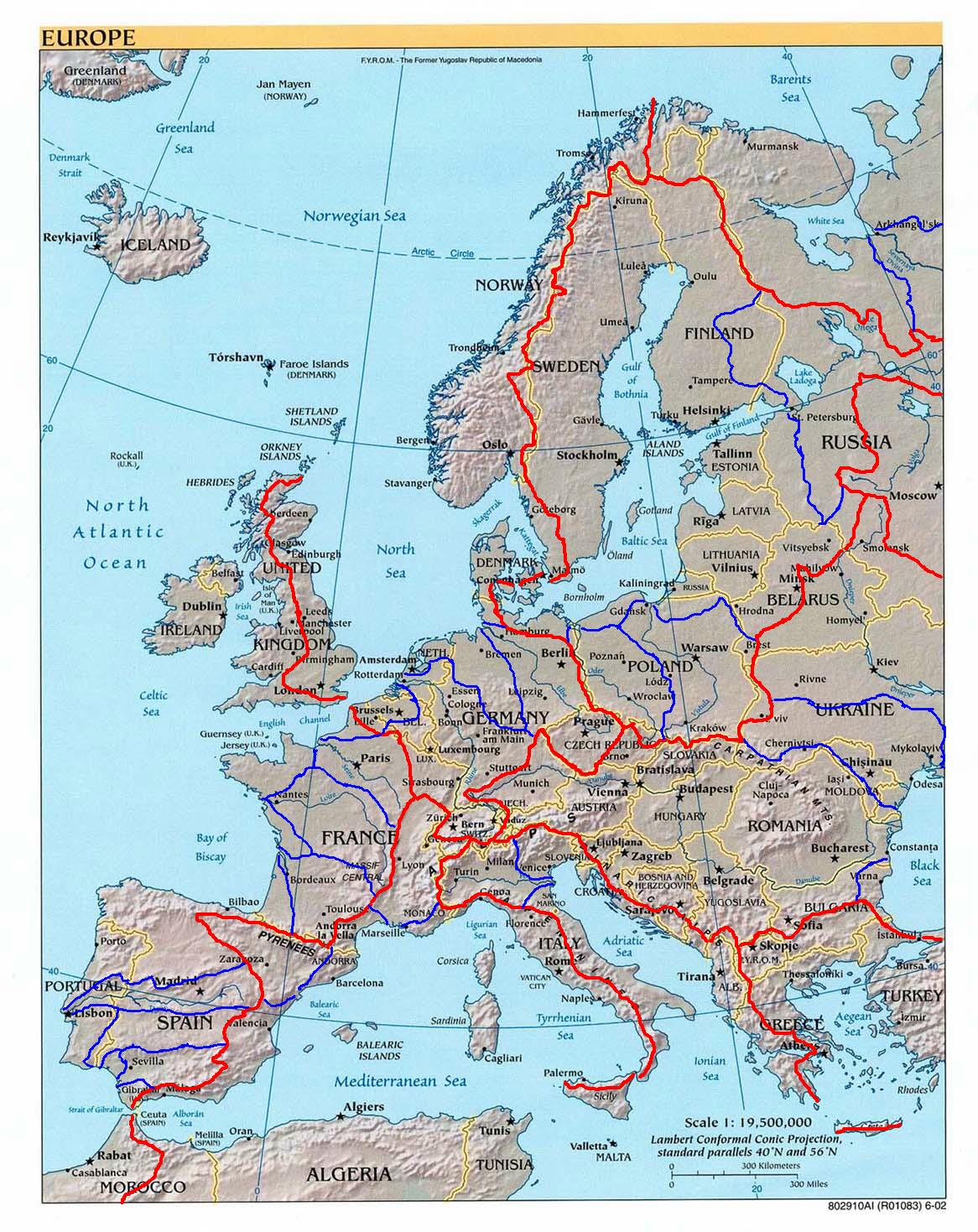
Európai vízválasztók. Pirossal a tengerek vízgyűjtője közötti határok, kékkel a nagyobb folyók vízválasztói

Amerikai vízgyűjtő területek tengerek szerint. A színes területek határai a vízválasztók

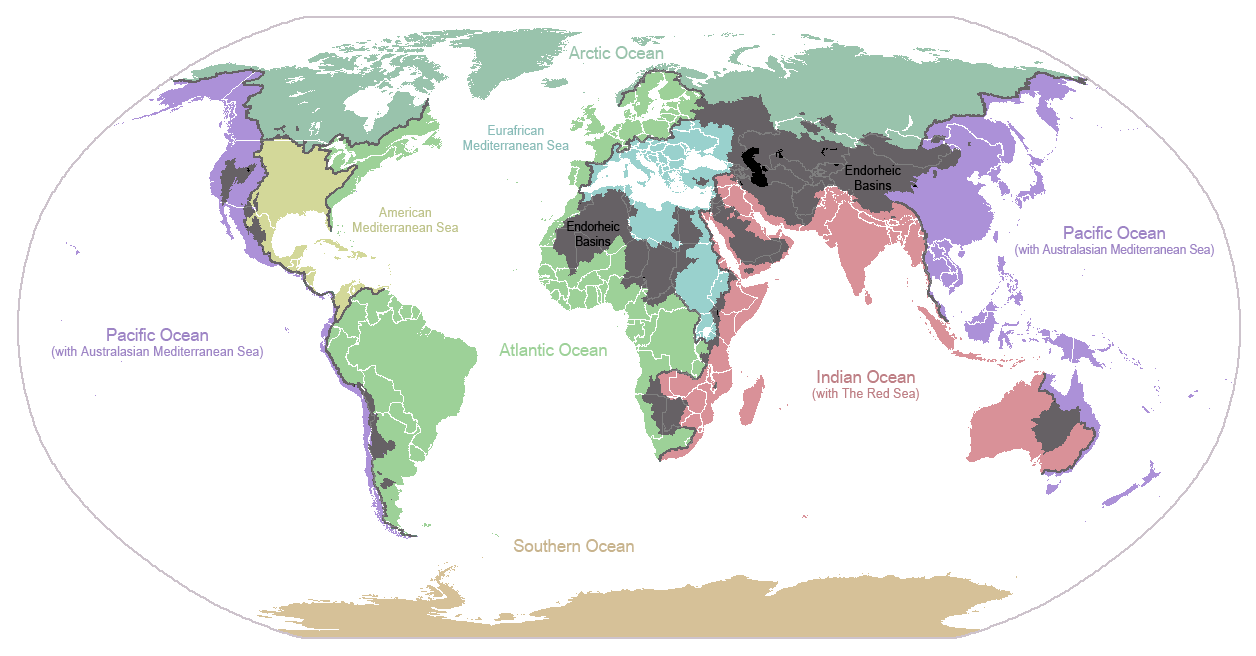
A kontinentális vízválasztók. Szürkével a világóceáni lefolyás nélküli területek

A vízválasztó két szomszédos vízfolyás, folyórendszer, tó, tenger vagy óceán vízgyűjtő területe közötti határvonal, a terület vizei ettől a vonaltól két oldalra áramlanak a két vízgyűjtő mélyebben fekvő területei felé. A vízválasztó jelentőségét (pl. kontinentális vagy helyi vízválasztó) a vizsgált geomorfológiai egységek skálája határozza meg. Más értelemben – noha leggyakrabban a kettő egybeesik – megkülönböztethetünk felszíni és felszínalatti vizekre vonatkozó vízválasztót, ugyanis néhány esetben (pl. a Duna felső folyásánál) a felszíni csapadékvíz és a felszínalatti vizek más-más irányban, más-más vízgyűjtő mentén gyülekeznek. Általánosítva, geomorfológiai értelemben akkor is beszélhetünk vízválasztóról, ha valójában konkrét vízlefolyás nem, vagy csak alig történik (pl. sivatagok, ill. a Mars vagy más szilárd felszínű égitest esetében, vagy modellfelszínek vizsgálatakor). Ilyen esetben a vízválasztót az határozza meg, hogy a felszínen elfolyó víz elméletben hogyan folyna le. Geomorfológiai és hidrológiai értelemben nemcsak a vízválasztó konkrét helyzete, hanem helyzetének időbeli változása – geológiai időtartamokat tekintve vagy történelmi időtávlatban (pl. kaptúra) – is jelentőséggel bír.

## A vízválasztók fajtái
A legnagyobb kiterjedésűek a kontinentális vízválasztók. Tipikus példája az egész amerikai kettős kontinensen végighúzódó a Kordillerák, amelynek nyugati oldaláról a vizek mind a Csendes-óceánba futnak. Hasonló szerepet játszik Ausztráliában a Nagy-Vízválasztó-hegység.
A nagyobb hegységek vízválasztói gyakran országhatárokként is szolgálnak, mint például a Skandináv-hegységben hosszú szakaszokon Svédország és Norvégia között, vagy a Pireneusok Franciaország és Spanyolország között.
A kontinenseken belül óceáni szemszögből nézve nagy lefolyástalan területek is vannak, különösen az eurázsiai szuperkontinens belsejében.  A Volga vízgyűjtője például ilyen szempontból lefolyástalannak számít, mert vize nem jut el a világóceánba, az a Kaszpi-tengert táplálja.
A leggyakrabban a nagy folyórendszerek vízválasztóit határozzák meg. Turisztikai szempontból is érdeklődést vált ki például a Rajna és a Duna vízválasztója. Érdekes földrajzi pontok a vízválasztók találkozásai, ahonnan az országok közötti hármashatárokhoz hasonlóan három irányba indulnak a választóvonalak. 
Magyarország teljes egészében a Duna vízgyűjtő medencéjébe esik, ezért ilyen skálájú vízválasztó nincs az országunkban. Hazánkban csak a Duna mellékfolyóinak vízválasztói, illetve még kisebb vízfolyások közötti vízválasztók figyelhetők meg, így a Duna–Tisza közi homokhátság „gerince” a vízválasztó a Tisza és a Duna e szakasza között. Kisebb, helyi jelentőségű lefolyástalan területek is előfordulnak hazánkban a karsztos területeken, illetve a Balatonfő környékén. Érdekes megemlíteni, hogy noha a Balaton vízgyűjtője nagy kiterjedésű, a tó keleti szögletében a magaspart mentén, Balatonvilágos és Balatonkenese területén a parttól csak néhány száz méterre húzódik a vízválasztó.
A vízválasztók nem szükségszerűen magas hegységek, gyakran fennsíkokon, dombvidékeken is húzódhat ez a vonal. Völgyi vízválasztónak azt nevezzük, ha egy hosszanti völgy közbenső, magasabb pontjától két irányba indulnak a patakok. Ritka esetben, alacsony reliefű területek esetében az is elfordulhat, hogy egy-egy nagyobb tóból vagy mocsárvidékről különböző irányban is erednek vízfolyások, így ez a tó vagy mocsár is a vízválasztó része. Különleges esetekben a felszíni és a földalatti vízválasztók eltérhetnek egymástól.
Technikailag a kisebb folyók, vízfolyások között is meghatározhatóak a vízválasztók, és ennek lehet helyi jelentősége.
A digitális domborzati modellek elterjedésével lehetővé vált száraz vagy elvi felszínekre vonatkozóan az (elméleti) vízválasztók meghatározása, kiszámítása is. Például kiterjedt vizsgálatok folynak a Mars vízválasztói tekintetében, itt ugyanis a földi viszonyoktól eltérően pl. a becsapódási krátereknek a vízválasztók lefutásában igen jelentős szerepe van.
A geomorfológiai kutatásokban manapság számítógéppel vagy analóg modellezés segítségével vizsgálják a vízválasztók helyzetének változását a felszínfejlődés kutatásának keretében. A felszínfejlődés numerikus modellezésekor az egyik vizsgálandó körülmény a különböző skálájú vízválasztók fejlődésének, illetve az általuk befolyásolt hordalékszállítás irányainak nyomonkövetése.

## Jelentőségük, szerepük
A vízválasztók kutatása, számon tartása a globálisan fokozódó vízhiány körülményei között gazdaságilag és politikailag is fontossá válik. Környezetvédelmi szempontból is kiemelt a jelentősége, mert meghatározza a folyóvizekbe bemosott szennyeződések áramlásának irányát. A vízválasztók vizsgálata, fejlődésük kutatása a geomorfológia és a hidrológia tárgya, a téma újabban az interdiszciplináris jellegű felszínfejlődés témakörébe is sorolható.